# Židovská autonomní oblast
Židovská autonomní oblast (rusky Еврейская автономная область, Jevrejskaja avtonomnaja oblasť; v jidiš ייִדישע אױטאָנאָמע געגנט‎, Jidiše ojtonome gegnt) je federální subjekt Ruské federace a její jedinou autonomní oblastí. Nachází se na Dálném východě u hranice s Čínou a spadá do Dálnovýchodního federálního okruhu. Má rozlohu 36 271 km², a žije v ní přibližně 144 tisíc obyvatel. Jejím hlavním městem je Birobidžan, který leží na řece Bira.

## Historie
V roce 1928 zde vznikl Židovský národní okruh. Byl to výsledek Leninovy politiky, kdy měl mít každý národ na území SSSR svoji vlastní autonomní socialistickou jednotku. Protože v Sovětském svazu žili také Židé, kteří byli hluboce věřící, bylo rozhodnuto, že se vytvoří něco jako Sovětský Sión, místo, kde bude vybudován socialistický židovský svět. Náboženské cítění měla nahradit proletářská literatura a víra v komunismus. Za jazyk nové autonomní republiky byl zvolen jidiš, hebrejština byla zavržena z náboženských důvodů.
Židovský národní okruh se měl stát za Stalinovy vlády protikladem k nově vytvářenému židovskému státu v Palestině. Propaganda ukazovala okolí Birobidžanu jako nový ráj. Bylo to tak účinné, že oblast byla osídlena nejen Židy ze Sovětského svazu, ale dokonce i některými ze zahraničí.
Projekt však ztroskotal již na svém začátku. Jedním z cílů, který byl při založení oblasti vytyčen, bylo také zlepšit osídlenost území na Dálném východě, zvláště pak u hranice s Čínou. Např. v roce 1928 bylo židovské osídlení téměř mizivé. Židé ze svazových republik SSSR (z Ruska, Ukrajiny a Běloruska) měli své kořeny tam a nechápali, proč se mají stěhovat přes půl zeměkoule na Dálný východ. Navrhli proto, aby tato autonomní republika vznikla na Krymu či na Ukrajině. Protože tam však panovaly antisemitské tendence, plán byl smeten ze stolu. Navíc si Ukrajinci, Rusové ani krymští Tataři nedokázali připustit, že by přišli o část svého území.
I přes veškeré obtíže Židé na přelomu 20. a 30. let do Birobidžanu přišli a dne 7. května 1934 zřídila sovětská vláda Židovskou autonomní oblast. Tehdejší Národní okruh se stal autonomní oblastí a byla spuštěna masivní propagandistická kampaň, jejímž cílem bylo do oblasti přilákat ještě více Židů ze západu země. Ta kombinovala socialismus a sionismus tak, že nový kraj popisovala jako bezvadný svět. Byly založeny noviny Birobidžanská hvězda (Birobidžaner Štern – Биробиджанер Штерн – בירובידזשאנער שטערן). Rusové se však pokoušeli přistěhovalé Židy postupně asimilovat, např. tím, že místo hebrejské abecedy pro jidiš začali používat cyrilici.

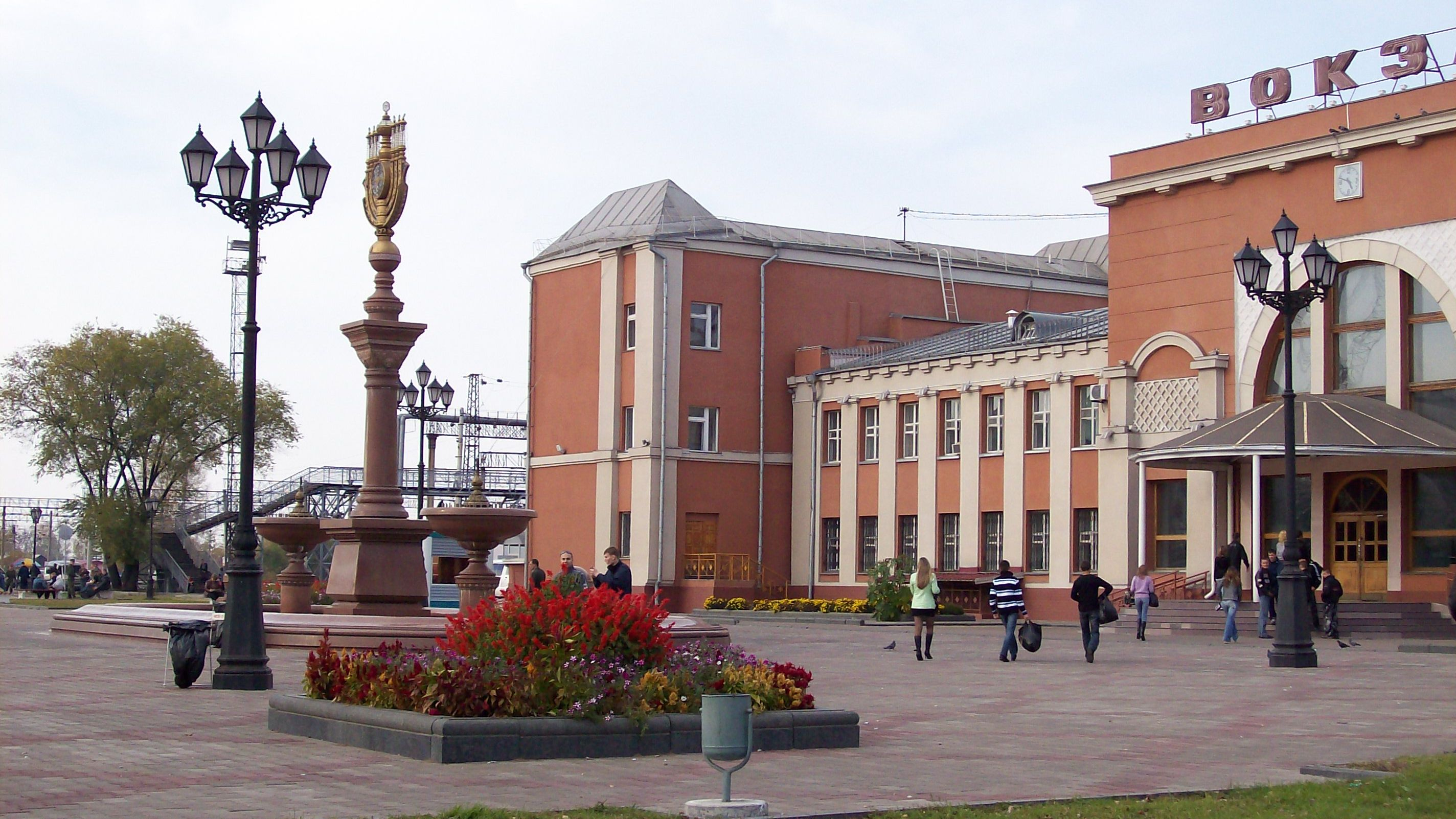
Židovský sedmiramenný svícen menora před nádražím v Birobidžanu

Celý plán „nového Siónu“ začal skomírat v polovině 30. let, když si Stalin začal myslet, že ho přistěhovalci začínají ohrožovat, a nechal uzavřít školy vyučující v jidiš. Po válce se celý projekt sesypal úplně. Posledním oživením byla idea vyhradit celou oblast pro židovské uprchlíky z Evropy. V té době zde žilo také Židů nejvíce, až k 50 tisícům, což byla asi čtvrtina veškerého obyvatelstva. 
Po pádu Sovětského svazu v roce 1991 velká část Židů emigrovala do Německa a do Izraele. Přesto však zde znovu existuji školy vyučující v jidiš, rádio vysílající v tomto jazyce a Birobidžanská hvězda opět vychází.

## Oblastní symboly

### Vlajka
Vlajka Židovské autonomní oblasti je tvořena bílým listem o poměru stran 2:3, v jehož středu je vodorovný pruh, tvořený sedmi úzkými proužky (každý o šířce 1/40 šířky vlajky) v barvách červená, oranžová, žlutá, zelená, světle modrá, tmavě modrá a fialová. Tyto proužky jsou od sebe odděleny šesti bílými proužky o šířce 1/120 šířky vlajky.

## Geografie
Oblast sousedí s Chabarovským krajem na severu a Amurskou oblastí na západě; na jihu pak hraničí s Čínou (provincie Chej-lung-ťiang). Na sever a severozápad oblasti zasahuje pohoří Bureinskij chrebet (nejvyšší polohy okolo 1200 m n. m.), celou jižní hranici tvoří řeka Amur, podél níž se nacházejí rozsáhlé bažiny.
Podnebí je monzunové, s horkými léty a studenými, větrnými a suchými zimami. Průměrné zimní teploty jsou v rozsahu −21 °C až −26 °C, letní v rozsahu od 18 °C do 21 °C. Úhrn ročních srážek činí 500 až 800 mm.
Oblast se nachází ve vladivostocké časové zóně UTC+10, která je oproti moskevskému času předsunuta o 7 hodin. Místní střední sluneční čas je oproti úřednímu času opožděn zhruba o hodinu (na východě) až hodinu a čtvrt (na západě).

## Správní členění

Správní členění Židovské AO

Židovská AO je rozdělena na 5 rajónů a obvod hlavního města:
| Číslo na mapě | Název               | OKATO  | Rozloha (km²) | Počet obyvatel (2010) | Správní středisko |
| ------------- | ------------------- | ------ | ------------- | --------------------- | ----------------- |
| 1             | Birobidžan (město)  | 99 401 | 169           | 75 413                | –                 |
| 2             | Birobidžanský rajón | 99 205 | 4 443         | 11 907                | Birobidžan        |
| 3             | Leninský rajón      | 99 210 | 6 068         | 20 684                | Leninskoje        |
| 4             | Oblučenský rajón    | 99 220 | 13 300        | 29 035                | Oblučje           |
| 5             | Okťabrský rajón     | 99 225 | 6 400         | 11 354                | Amurzet           |
| 6             | Smidovičský rajón   | 99 230 | 5 900         | 28 165                | Smidovič          |

## Obyvatelstvo
Na konci 40. let žilo v oblasti 46 000–50 000 židů, tedy přibližně 25 % populace, ale z důvodu emigrace a asimilace jejich počet klesl na pouhé 1,0 % v současnosti.
Původními obyvateli této oblasti byli Evenkové a Nanajci, kteří se udrželi do současnosti. Majoritními skupinami jsou Rusové (92,7 %) a Ukrajinci (2,8 %). Celkem zde žije na 95 různých etnických skupin.
Kromě hlavního města Birobidžanu, kde žije skoro polovina všech obyvatel oblasti, je zde už jen jedno město – Oblučje (9379 obyv. v roce 2010). Dalšími významnějšími sídly jsou Amurzet, Bira, Izvěstkovyj, Leninskoje, Nikolajevka a Smidovič. Na východní okraj oblasti zasahuje předmostí velkoměsta Chabarovsk.

## Hospodářství
Oblast má značné zásoby surovin, především černého uhlí a grafitu, ale je zaznamenána pouze těžba zlata. Z průmyslu je významnější potravinářství, které navazuje na rozvinuté zemědělství. Oblast má status zvláštní ekonomické zóny.
V oblasti je poměrně rozvinutá dopravní síť. Dopravní tepnou je Transsibiřská magistrála, ze které vedou na sever dvě propojky k Bajkalsko-amurské magistrále a na jih odbočka do Číny (železniční most Tongjiang–Nižněleninskoje přes Amur byl otevřen roku 2022). Podél Transsibu vede také hlavní dálková silnice P-297 (Čita – Chabarovsk), po níž je vedena asijská silnice AH-30.